# Федьковка (Винницкая область)
Федьковка (укр. Федьківка) — посёлок, входит в Тульчинский район Винницкой области Украины.
Население по переписи 2001 года составляло 53 человека. Почтовый индекс — 23660. Телефонный код — 4335. Занимает площадь 0,13 км². Код КОАТУУ — 524383203.

## Местный совет
23660, Вінницька обл., Тульчинський р-н, с. Клебань, вул. Радянська, 15